# Marco Kamphuis
Marco Kamphuis (Uden, 1966) is een Nederlandse schrijver. Hij studeerde Algemene Literatuurwetenschap aan de Katholieke Universiteit Nijmegen te Nijmegen.
In 1996 publiceerde hij de roman De medische encyclopedie, die werd bekroond met de Debutantenprijs. In 1998 verscheen zijn tweede roman, Tamara. In 2001 publiceerde hij het boek Succes, in 2008 De prijs, in 2012 Havik en in 2014 Aurore.
- Digitale Bibliotheek voor de Nederlandse Letteren: kamp009
- Gemeinsame Normdatei: 173229611
- International Standard Name Identifier: 0000 0000 3519 3165
- Library of Congress Control Number: n98022053
- Nederlandse Thesaurus van Auteursnamen: 148557791
- Système universitaire de documentation: 188663460
- Virtual International Authority File: 21451384
- WorldCat: E39PBJyxp7qGf6XJKFCrFfyGHC